# Anton Archer
Anton Archer (?,  ? - Zagreb, 1807.),  bio je široj javnosti i danas gotovo nepoznat hrvatski kasnobarokni fresko slikar, koji je djelovao po Zagrebu i bližoj okolici na kraju 18. stoljeća.

## Život i djelo
O njegovu životu zna se vrlo malo. Prvi je skrenuo pažnju na njega slovenski povjesničar umjetnosti Janko Barle, u svom radu: Župa sv. Ivana u Novoj Vesi iz 1899. u kojem je primijetio da je u dekoraciji te novoizgrađene crkve (građena od 1785. do 1790.) na zagrebačkoj Novoj Vesi uz slovenskog slikara Antona Lerchingera sudjelovao i Anton Archer slikar iz Zagreba. Dapače on je stilskom analizom došao do zaključka da je svetište crkve oslikao Anton Lerchinger s prizorima iz života sv. Ivana Krstitelja (oko 1792.), ali da je kapelu oslikao Antun Archer prizorima molitve i Apostolskog vjerovanja. Dotad se inače čvrsto vjerovalo da je Lerchinger oslikao sve.

Anton Archer je vjerojatno oslikao Crkvu sv. Tri Kralja u Kominu oko 1776. g. i župnu crkvu sv. Nikole u Hrašćini
Zagrebačke povjesničarke umjetnosti M.Mirković i Lelja Dobronić pronašle su po arhivima dokumente, koji su nam malo osvijetlili lik tog slikara - Purgara Szlavnog Kaptoluna. One su pronašle dokument o njegovu vjenčanju s Katarinom Risser 25. svibnja 1778. i kupnji kuće na Opatovini 1804., kao i popis njegove pokretne i nepokratne imovine sastavljen 25. veljače 1808. nakon njegove smrti.
Archer je bio slabiji slikar od Lerchingera, manje je poznavao ljudsku anatomiju, a bio je očigledno slabiji u slobodnom crtežu, te se više držao gotovih grafičkih predložaka, koji su kolali tada, ali nije bio zanemariv slikar.